# Nutation (Anatomie)
Unter Nutation versteht man in der Medizin und Physiotherapie eine mögliche Bewegung des Kreuzbeines. Die Basis des Kreuzbeins verlagert sich nach vorn und unten, die Spitze nach hinten und leicht nach oben. Der Eingang zum kleinen Becken wird dadurch verkleinert, der Ausgang vergrößert. Die Darmbeinschaufeln (Ala ossis ilium) werden einander angenähert und die Sitzbeinhöcker (Tuber ischiadicum) voneinander entfernt.
Die Gegenrichtung wird als Gegennutation (Kontranutation) bezeichnet.
Die wiederholte Ausführung der beiden Bewegungen in einem fließenden Bewegungsablauf wird im Yoga und der Krankengymnastik als Beckenschaukel bezeichnet.